# Charles Brabant
Pour les articles homonymes, voir Brabant.
Charles Brabant, de son vrai nom Charles Barbant, né le 6 juillet 1920 à Paris 10e et mort le 28 novembre 2006 à Suresnes, est un auteur, scénariste, réalisateur et producteur français.
Il est fondateur de la Société civile des auteurs multimédia (SCAM).

## Biographie

### Jeunesse et formation
Charles Brabant naît et grandit à Paris, dans le 10e arrondissement, entre le quai de Valmy et le boulevard Voltaire, quartier populaire, « plein de rumeurs et de cris des marchands des quatre saisons et des métiers de rue », il doit « à cette origine, à la rumeur de ce quartier » de s’être « passionné plus tard pour la révolution française » qu’il traitera dans son œuvre.
Arrière-petit fils et petit-fils de graveurs sur bois, Nicolas Barbant (1806-1879) et Charles Barbant (1844-1921), réputé pour ses gravures des chefs-d’œuvre de Jules Verne, ou de Gustave Doré, il fut toute son enfance « passionné par la gravure ; j’en subis une influence : mon gout presque voyeuriste pour l’image, pour sa composition, avec une préférence marquée pour le noir et le blanc. »
Très jeune, il passe son temps libre au cinéma. Il veut être metteur en scène, un saltimbanque, au grand dam de son père qui voulait qu’il reprenne son entreprise de couverture et chauffage.
À 20 ans, il s’oriente vers le théâtre, sa passion, et fait la rencontre de Jean Cocteau, dans Paris occupé.
Déporté politique à Sachsenhausen, début 1943, il en revient en juin 1945. Il travaille alors avec son père aux Établissements Barbant jusqu'en 1947.

### Le cinéaste
En 1947, il fait ses débuts professionnels, « acrobatiques mais sympathiques » dans le cinéma, avec le soutien financier de Marius Franay, patron des laboratoires cinématographiques Franay, futur LTC.
Il tourne quatre courts métrages :
- La Ville a ses chansons (1950) ;
- Les Feuilles mortes, d’après le poème de Jacques Prévert (1950) ;
- C'est arrivé un jeudi ou Le Jardin public (1950) ;
- Contes à dormir debout (1951)[4].

En 1950, il fonde sa propre société de production Artes Film. Il écrit et réalise six longs métrages de cinéma jusqu’en 1961.
- La Putain respectueuse, 1952, avec Marcel Pagliero comme conseiller technique, d’après la pièce de Jean-Paul Sartre
- Zoé, 1954, d’après Jean Marsan, co-écrit avec Henri-François Rey
- Les Possédées, 1956, d'après Betti, co-écrit avec Maurice Clavel
- Le Piège, 1958, co-écrit avec André Tabet, Jacques Marcerou et Roland Laudenbach
- Les Naufrageurs, 1959, co-écrit avec Gwenael Bolloré, et Roland Laundenbach
- Carillons sans joie, 1961, co-écrit avec Charles Bourgeon, adaptation de C. Brabant et Denys de La Patellière

Il est aussi le scénariste du film Les Aventuriers du Mékong, réalisé par Jean Bastia en 1958.
Bien accueillis par la critique, les films recueillent un succès public d’estime.

### L'homme de télévision

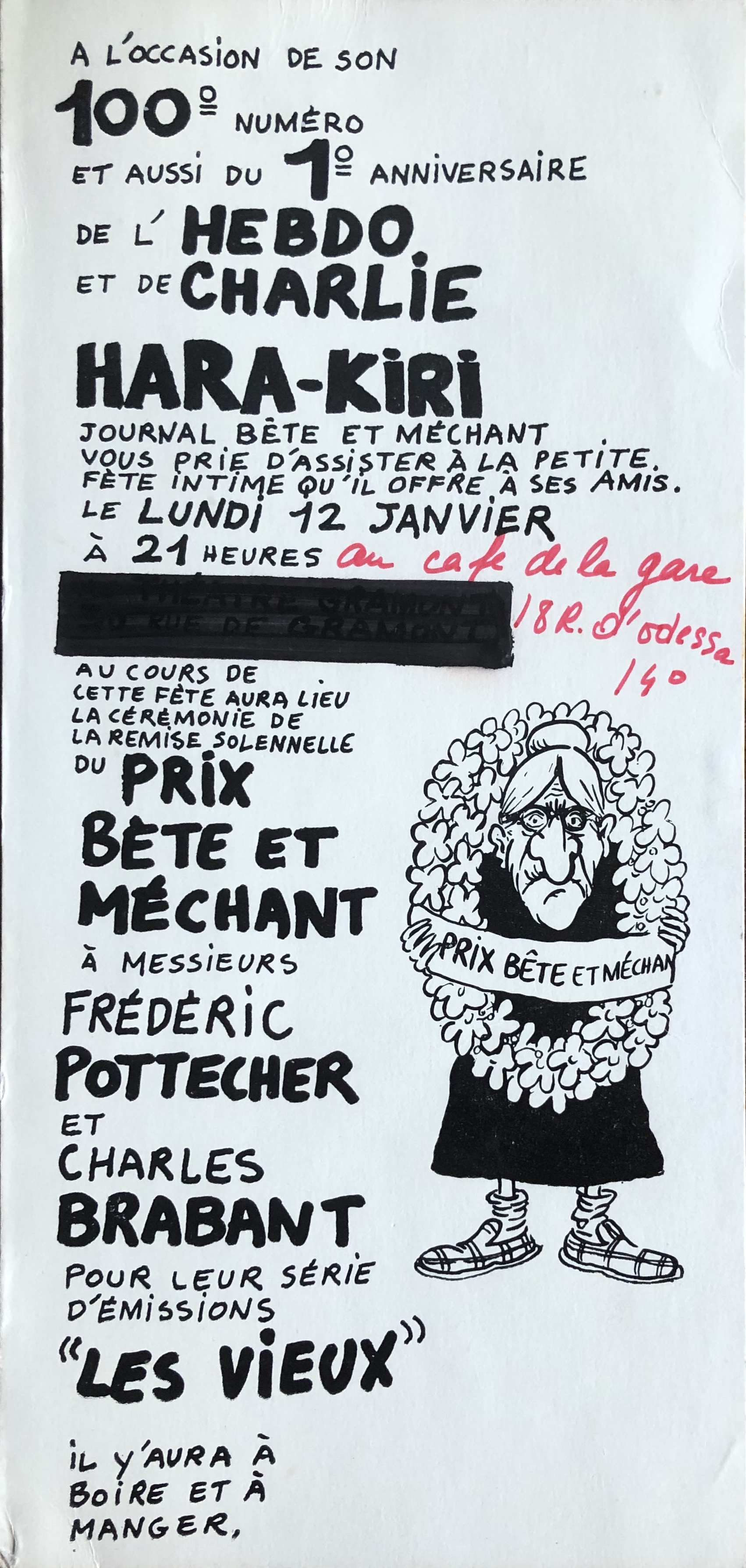
Prix Hara-Kiri remis à Frédéric Pottecher et Charles Brabant, pour Les Vieux, série documentaire, ORTF-INA, 1969.

En 1960, il commence à se détourner du cinéma, trop commercial à ses yeux, et se rapproche de la télévision, qu’il considère comme un « véritable moyen d'expression ».
Il débute à l’ORTF comme stagiaire avec Stellio Lorenzi et se consacre alors entièrement à la télévision de service public à partir de 1962. Il devient réalisateur, pour « traiter de sujets qu’on ne traitait pas ailleurs », conjuguant information et écriture cinématographique.
Il écrit et réalise alors de nombreux documentaires de création, dévoilant les faces invisibles de la société et les chemins de la création artistique, musicale notamment, avec un regard sociologique ou ethnographique. Le son et la musique, bruits et dialogues sont primordiaux pour lui. « Ce n'est plus l'oreille qui accompagne l’œil comme au cinéma, mais l’œil qui accompagne l'oreille. Le petit écran n’étant pas le grand, l'investissement du téléspectateur est différent de celui du spectateur de cinéma », explique-t-il.
En 1963, il réalise avec le concours de Frédéric Pottecher, une grande série de six émissions, Les Prisons, programmée avec retentissement. Pour la première fois, une équipe de télévision pénètre dans le monde carcéral, jusqu'alors interdit, à la demande du magistrat Smelk à l'origine de la réforme pénitentiaire.
Il poursuit la réalisation de grandes séries documentaires, comme L’Alcoolisme diffusé en 1965, La Longue Étape en 1965, L’Homme et sa musique série de Pierre Vozlinsky et Jacques Trébouta, initiée en 1967, Les Hôpitaux diffusé en 1968, ou Les Vieux diffusé et primé par Hara-Kiri en 1969.
Mis sur liste noire pour raisons politiques après les évènements de 1968, et interdit de travail à la télévision, il tourne pour l’Unesco plusieurs films. Il retrouve ensuite l’ORTF avec le soutien de Maurice Leroux qui lui confie la réalisation d’émissions de la série musicale Arcana.
En 1974, le paysage télévisuel change sous la présidence de Valéry Giscard d'Estaing, avec l’éclatement de l’ORTF en sept organismes sous monopole d’État : (1re chaîne, Antenne2, FR3, TDF, INA, Radio France, SFP) et l’essor de la publicité.
Charles Brabant revient au monde des comédiens et de la fiction, à la recherche de nouveaux langages télévisuels décloisonnant les genres, mélangeant documentaire et fiction, et s’oriente de plus en plus « vers le « docudrame ». »
- La Fête ou l'Invention de la liberté, 1975, 82 min
- Rimbaud, voleur de feu, 1978, 130 min, TF1,
- Les Liaisons dangereuses, 1978-1979, 133 min, d’après Pierre Choderlos de Laclos, TF1
- Le Voyage du Hollandais, 1981, 94 min, d’après les lettres de Van Gogh, TF1
- La Sorcière, 1982, 106 min, d’après Jules Michelet, TF1

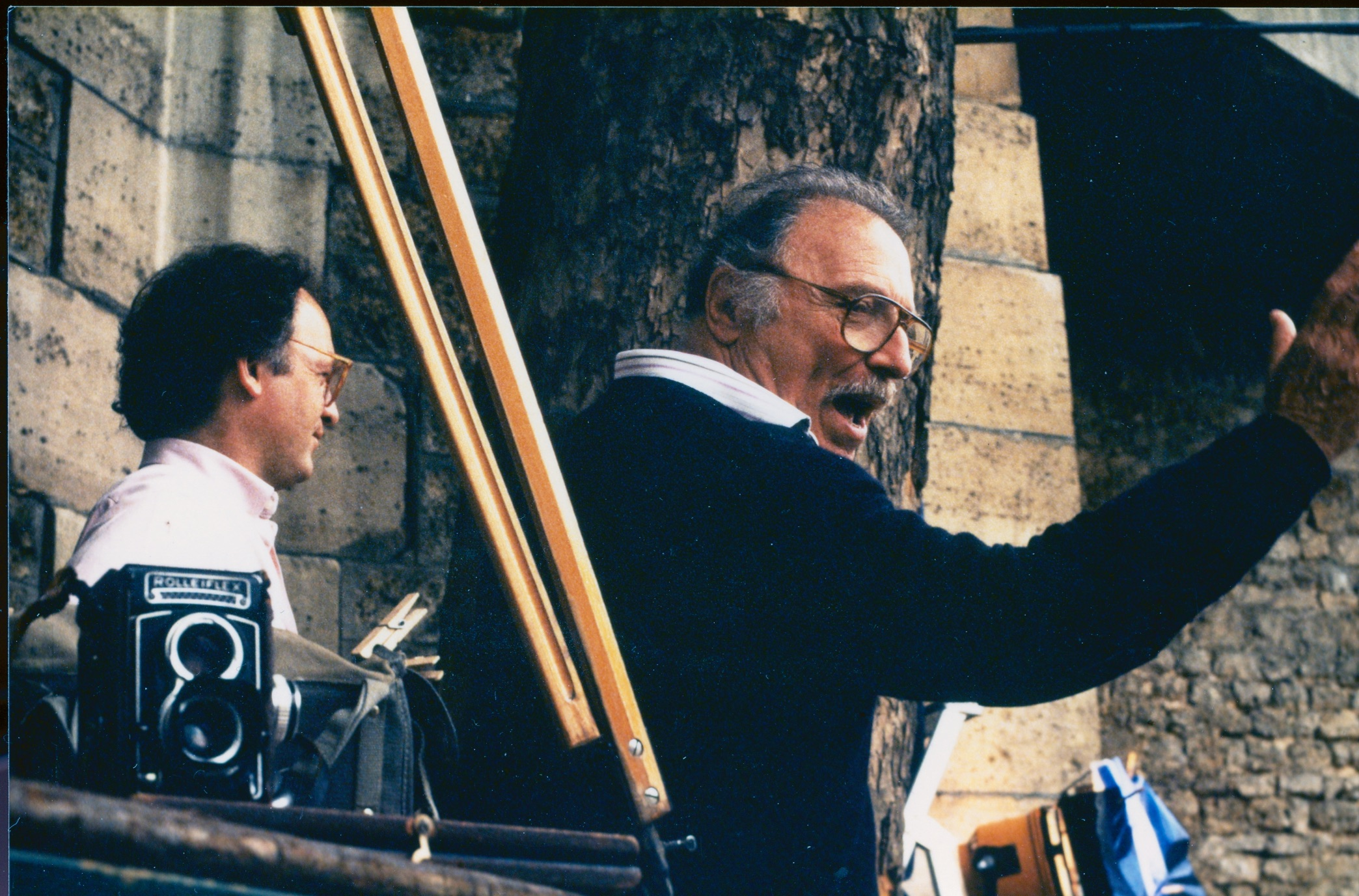
Charles Brabant, sur le tournage des Nuits révolutionnaires, et son fils Dominique Brabant, directeur de la photographie, 1988[7].

En 1988, il crée son dernier opus, Les Nuits révolutionnaires, d’après Les Nuits de Paris de Restif de la Bretonne, à l'occasion du bicentenaire de la Révolution française (7 x 1 h).

### Famille
Il est père de quatre enfants : Claude (1942), éditrice d’art ; Dominique (1948), directeur de la photographie ; Jean-Michel, historien (1951) ; et Charlotte, assistante de réalisation (1964).

## La question des genres
Charles Brabant défend « l’apparentement des genres, du documentaire et de la fiction, […] du divertissement et de l’information. » Il s’attache à démonter l’étau des genres et le carcan des grilles, qui entravent la liberté des créateurs.

« La production télévisuelle continue d’être pensée en termes de Dramatiques, Variétés, Documentaires. Ces termes sont aujourd’hui dépassés par l’évolution des langages télévisuels.[…] Enfermée dans ce carcan institutionnel, la création ne peut que très rarement échapper à l’étroitesse des critères qui lui sont imposés. […] Or, création et expression sont toutes deux condamnées au même destin et à la même alternative : s’élever, se dépasser, se renouveler ou dépérir ; elles dépendent d’une même condition d’existence : la liberté. Ainsi la structure agit elle, à cause de la séparation des genres, comme une entrave à l’invention »

— Charles Brabant
De 1982 à 1985, il dirige l’unité de fiction de TF1 qui remporte quatorze prix français et internationaux. Il promeut de jeunes réalisateurs comme Christiane Spiero, Jeanne Barbillon, Fabrice Cazeneuve et Pierre Boutron, Geneviève Bastid, Michelle Gard et Patrick Volson.

« Il innove en tentant une alliance cinéma-télévision. Il considère à ce sujet que le rôle des filiales cinéma des chaînes n'est pas de coproduire des films commerciaux, c'est-à-dire d'aller au secours de la victoire, mais au contraire d'unifier le cinéma d'auteur et la création de fictions a la télévision. »

— Christian Bosséno
Il défend le croisement de la création de fictions de télévision et du cinéma d’auteur. Il coproduit La Vie de famille de Jacques Doillon, Le Transfuge de Philippe Lefebvre et Les Capricieux de Michel Deville. Avec Télédramexpress, il tente de nouvelles formes narratives et d’écriture télévisuelle sur un fait divers significatif et récent.

## L’homme engagé
Dès ses débuts à l’ORTF, il se syndique à la CGT, aux côtés de Claude Santelli et Jean Prat pour défendre droits, notion d’auteur et liberté d’expression.
De 1967 à 1974, il est secrétaire général du syndicat CGT des réalisateurs et, en 1978, il cofonde avec Jean Lallier du syndicat CFDT des réalisateurs.
Pendant les événements de Mai 68, il fait partie du comité de grève, avec ses amis communistes. Il est mis sur liste noire et interdit de travailler à la télévision. Il entre comme bon nombre de réalisateurs dans la bataille du droit d’auteur, par la voie syndicale.
Parallèlement à son engagement syndical, dès 1969, il se bat avec Jean-Marie Drot, Jean-Claude Bringuier, Henri de Turenne et Paul Seban au sein de la SGDL pour obtenir la reconnaissance pleine et entière des droits des auteurs-réalisateurs de radio et de télévision au sein de l’instance, les faire entrer au sein du comité de la SGDL, et participer au contrôle de la perception et répartition des droits devant leur revenir.
Enfin, vingt ans après la loi de 1957, les auteurs de l’écrit, de la radio et de l’audiovisuel sont équitablement représentés au comité, selon la légitimité de l’élection. Charles Brabant en devient le vice-président jusqu’à la scission et la création, par la volonté de 24 auteurs d’une nouvelle société d’auteurs la SCAM (Société civile des auteurs multimédia), entièrement dévolue aux auteurs multimédia, percevant et répartissant l’intégralité des droits leur étant dus. Il la cofonde et la préside de juin 1981 à juin 1983 puis de juin 1987 à janvier 1990.
L’arrivée de la gauche au pouvoir, en 1981, multiplie les possibilités pour les auteurs avec les unités de programmes jusqu’à l’arrivée du diktat de l’audimat, reléguant « la culture à l’antenne après 22 heures. »
Avec l’éclatement de l’audiovisuel public et la privatisation des chaînes à partir de 1984, il ne cesse de défendre la mission humaniste de service public de la télévision, pour « mettre la culture à 20 h 30, la culture pour tous ». Il se bat pour l’invention et la création, contre les dérives des télévisions commerciales, les formatages, la dictature de l’audimat qui aliènent la production et la diffusion des œuvres de création.
Avec ses amis réalisateurs, Jean-Michel Meurice, Daniel Karlin, Jean-Marie Drot, Pierre Dumayet, et Michel Anthonioz, et l’appui de personnalités rassemblées autour du Collège de France, Pierre Bourdieu et Georges Duby, il concourt à la création de la chaîne éducative et culturelle la SEPT, née le 27 février 1986, sous l’égide du président François Mitterrand et de Laurent Fabius. Il siège, aux côtés de J.-M. Drot, P. Chéreau, P. Boulez, M. Guy… au comité de programmes de la Sept présidé par Georges Duby. La Sept deviendra ARTE.

« La télévision » est pour lui « ce merveilleux trou de serrure à travers lequel chacun a la possibilité et le droit de regarder le monde, le monde du réel comme celui de l’imagination. N’importe quel jour. À n’importe quelle heure. […] Il faut ouvrir les fenêtres de la création pour qu’elle respire. »

## Filmographie

### Cinéma

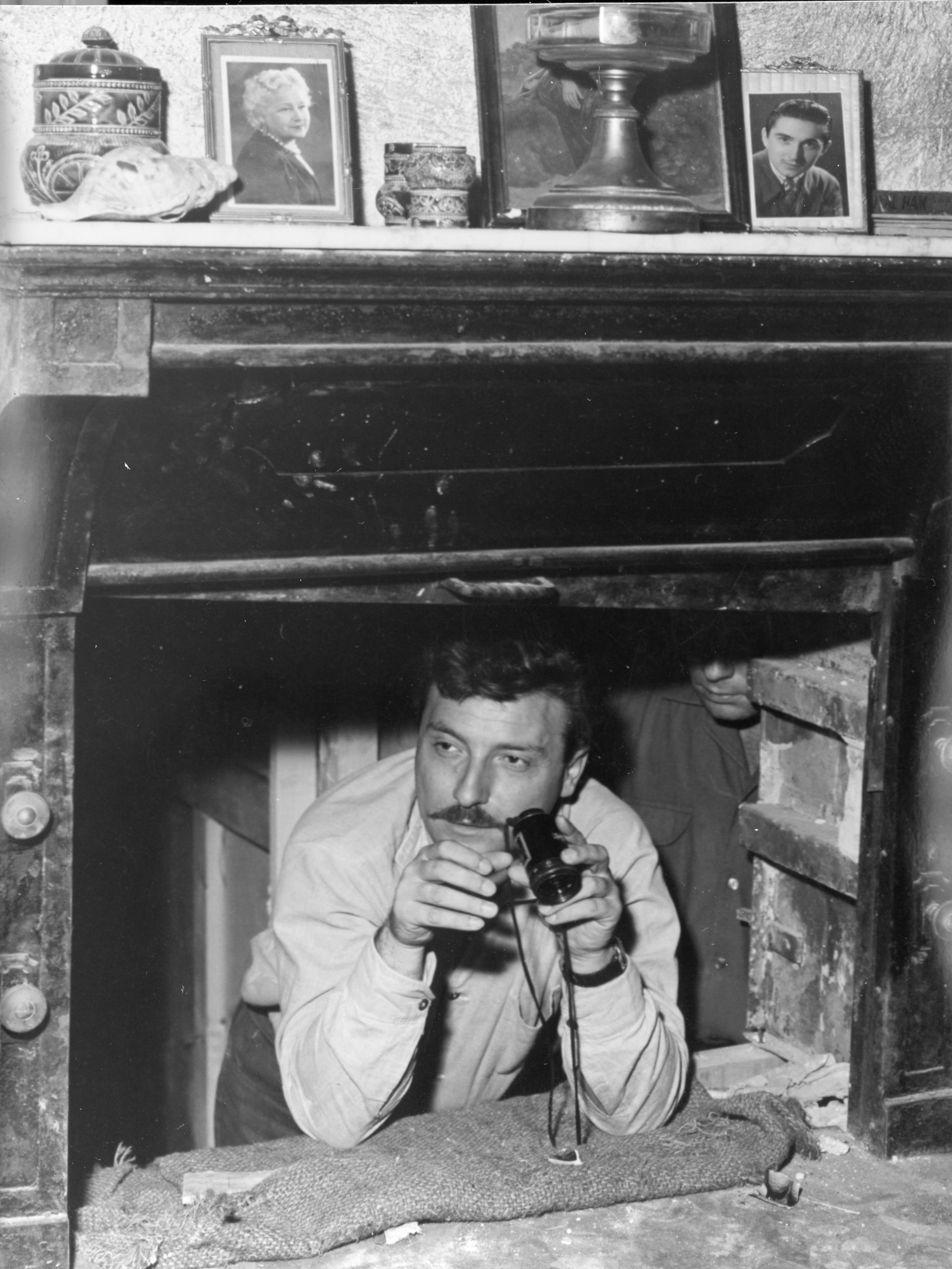
Charles Brabant, sur le tournage du Piège, en 1957.

#### Réalisateur

##### Courts métrages
- 1950 : La Ville a ses chansons
- 1950 : Les Feuilles mortes, d’après le poème de Prévert
- 1950 : C'est arrivé un jeudi (Le Jardin public)[4]
- 1951 : Contes à dormir debout[4]

##### Longs métrages
- 1952 : La Putain respectueuse
- 1954 : Zoé
- 1956 : Les Possédées
- 1958 : Le Piège
- 1959 : Les Naufrageurs
- 1961 : Carillons sans joie

#### Co-scénariste
- 1952 : La Putain respectueuse
- 1954 : Zoé
- 1956 : Les Possédées
- 1958 : Le Piège
- 1959 : Les Naufrageurs
- 1961 : Carillons sans joie

#### Scénariste
- 1958 : Les Aventuriers du Mékong de Jean Bastia

### Télévision
- 1960 : SFIO : Guy Mollet

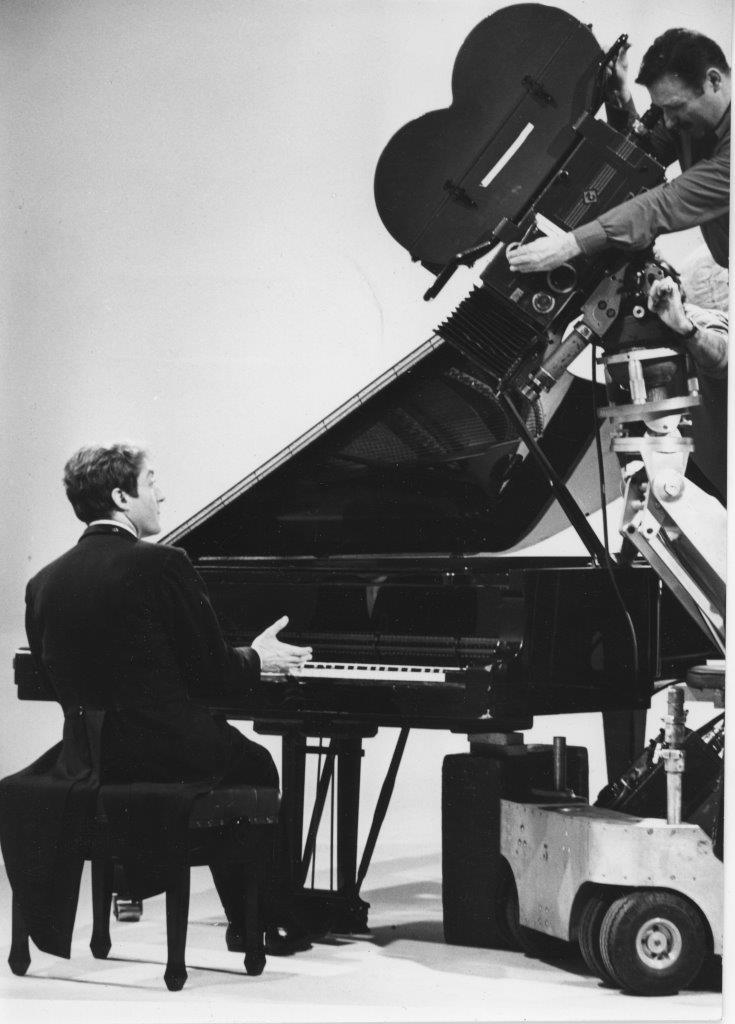
Charles Brabant, avec Aldo Ciccolini, sur le tournage de L'Homme et sa musique, Erik Satie, ORTF, 1967.

- 1962 : Les Américains après l'alerte
- 1963 : Les Coulisses de l'exploit, Les Zourhânés
- 1963 : Les Prisons : Les Courtes Peines - Les Longues Peines - L'Homme et la Réforme - Les Oubliés - Le Coup de téléphone
- 1963 : Cinq colonnes à la Une, Base américaine d'Évreux
- 1964 : L'avenir est à vous, Les Danseurs
- 1965 : La Longue Étape[6]
- 1965 : L’Alcoolisme
- 1965 : La Boite à musique
- 1966 : Le Monde en quarante minutes, les Arbres et les Hommes
- 1966 : Panorama, En direct le secret de la momie
- 1967 : Images de la Thaïlande : Marché flottant
- 1967 : L’Homme et sa musique, série de Pierre Vozlinsky et Jacques Trébouta
- 1965 : Au-delà des barreaux
- 1966 : Le Sel de la terre
- 1967 : À vous de jouer, Rue de la Présentation
- 1968 : Les Hôpitaux : La Maison des pauvres, La Maison traditionnelle, Les Soignants, L’Usine à soins
- 1969-1974 : L’homme et sa musique série de Pierre Vozlinsky et Jacques Trébouta
- 1969-1975 : Arcana, connaissance de la musique
- 1969 : Les Vieux
- 1971 : Portrait de l'univers, Venise sauvée des eaux
- 1971 : L'Académie de Sienne ou la Maison de Chighi
- 1972-1974 : La Musique et nous
- 1973 : La Légende du prince Rama
- 1974 : À cœur joie : Les Choralies de Vaison la Romaine
- 1975 : L'Héritage européen la fête ou l'Invention de la liberté
- 1976 : Henri la Tendresse : Toulouse-Lautrec
- 1976 : Zouc, le miroir des autres
- 1978 : Les Chemins de l'imaginaire, La Forêt et les étoiles, La Pensée souterraine
- 1978 : Dialogue avec Paul Cézanne
- 1978 : Rimbaud, voleur de feu
- 1978-1979 : Les Liaisons dangereuses
- 1981 : Le Voyage du Hollandais
- 1982 : La Sorcière
- 1988-1989 : Les Nuits révolutionnaires

## Écrits, propos et textes
- Télé notre histoire, Charles Brabant, entretien réalisé par Dominique Froissant, Productions Ina, 2000, 57 (Réf INA : CPD02003267).
- Les Yeux et la Mémoire : Hommage à Charles Brabant, entretien avec Charles Brabant de Raymond Achili et René Gardies, 2000, 34 min, université de Provence Association Scam Velasquez Heptafilms, DVD Scam
- La Création audiovisuelle, Sur le pont, France Inter, 5 mars 1988, 1 h 30, émission de Roland Dhordain avec Philippe Guilhaume (président de la SFP), Claude Santelli (président de la SACEM), Charles Brabant président de la SCAM), Nicolas Traube (vice-président de l'USPA), Alain Clert (Société Son et Lumière), Jean Rouilly (directeur général adjoint d'Antenne 2), Jacques Samyn (réalisateur et metteur en scène de télévision) Michel Godard (du Supart) (Réf INA : 00287632).
- « La Culture c’est ce qui reste à l’antenne après 22 heures », Cahiers de la production télévisée, SFP, no 23, octobre 1978, p. 24-25 et 34.
- « Le Visionnaire et le témoin », avant-propos, de la réédition des Nuits révolutionnaires de Restif de La Bretonne, Éditions de Paris, septembre 1989, p. 7-10.
- L'Histoire de la Scam racontée par son président-fondateur[15].
- Charles Brabant, Mes défuntes années, mémoires, inédit, 2006.